# بوليدبورتيفو فرناندو مارتن
بوليدبورتيفو فرناندو مارتن (بالإسبانية: Polideportivo Fernando Martín)‏ صالة رياضية مغلقة في مدينة فوينلابرادا في إسبانيا، تستخدم غالباً لمنافسات كرة السلة وهي معقل نادي بالونكيستو فوينلابرادا لكرة السلة الذي يلعب في الدوري الإسباني لكرة السلة،أُفتتحت الصالة سنة 1991 ، وتتسع الصالة إلى 5,700 ألآف متفرج.